# Carte à jouer
Pour les articles homonymes, voir Carte.

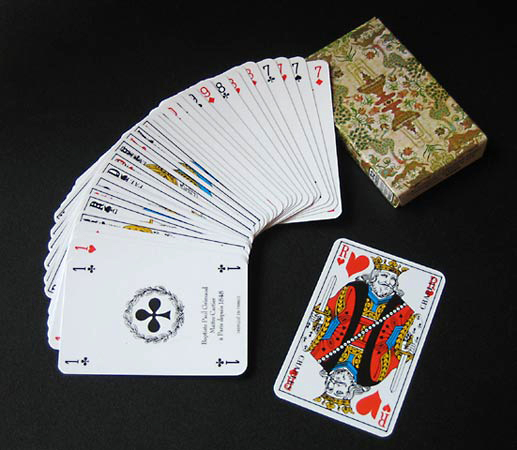
Ensemble d'un jeu de 32 cartes au portrait français ; le roi de cœur est placé à part.

Une carte à jouer est une petite fiche illustrée de motifs variés et utilisée, au sein d'un ensemble, dans la pratique de divers jeux de société appelés jeux de cartes.
Elles possèdent une face commune, appelée dos, et une face particulière qui distingue chaque carte.
Un ensemble de cartes complet forme un jeu ou un paquet, tandis que les cartes qu'un joueur tient en main pendant une partie forment une main.
Comme les dominos, le jeu de cartes est un jeu à information incomplète (selon la théorie des jeux), c’est-à-dire que chaque joueur ne voit, au départ, qu’une partie du matériel : son jeu et parfois quelques cartes étalées sur la table, et cela, à la différence des dames ou du backgammon où tout le matériel de jeu est visible.
Il existe des ensembles de cartes traditionnels propre à chaque zone géographique (jeu de 52 cartes, jeu de tarot, etc.) et il en existe des spécifiques créées pour un jeu de société particulier.
Du fait de leur standardisation et de leur statut d'objets de consommation courante, les cartes peuvent être utilisées dans d'autres buts que le jeu, comme l'illusionnisme, la cartomancie, les châteaux de cartes, ou même de la monnaie.

## Origine et évolution

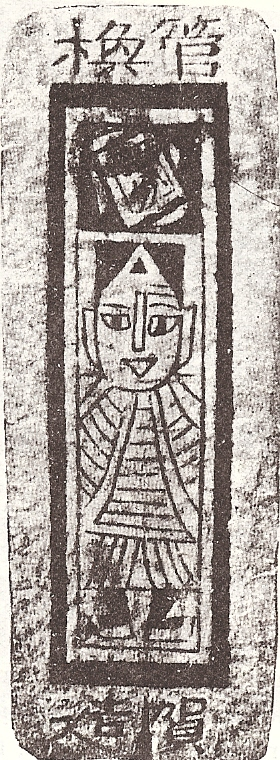
Carte à jouer imprimée de la dynastie Ming, vers 1400.

### Extrême-Orient

#### Chine
L’origine la plus probable du jeu de cartes est la Chine. On a longtemps cru que les plus anciennes cartes à jouer étaient apparues durant la dynastie Tang (618-907), mais un article décisif, paru en 2000, a ruiné ces vieilles hypothèses : selon Andrew Lo, professeur de chinois classique à l’école des langues orientales de Londres (School of Oriental and African Studies), ce n’est pas avant le XIIIe siècle que les cartes de papier (chinois zhi pai) sont attestées. Elles sont probablement un développement des dominos, connus en Chine depuis 1100 environ. Il n’y a aucun caractère divinatoire dans les cartes chinoises : par tradition, la Chine ignore la cartomancie.
La plus ancienne carte, datée environ de 1400 ou plus tard, a été trouvée par Albert von Le Coq à Tourfan en 1905 dans la province chinoise du Xinjiang. 
De là, le jeu paraît avoir été diffusé en Iran par les Mongols, qui dominaient à la fois la Chine (dynastie Yuan) et la Perse (les Ilkhans). Vers 1300, les cartes à jouer arrivent dans le sultanat mamelouk d'Égypte, où les marchands latins les découvrent vers le milieu du XIVe siècle.
En Europe, les cartes sont parmi les premiers exemples de xylographie, mais en Chine la gravure sur bois est bien plus ancienne que les cartes à jouer. Joseph Needham croyait, au vu de différentes sources assez évasives, que les cartes à jouer (en papier) remontaient au moins au IXe siècle. Mais tout cela paraît aujourd’hui très peu vraisemblable. (Voir l'article d’Andrew Lo cité plus haut.)
Les cartes chinoises correspondent à quatre types de jeux : les cartes monétaires, les cartes d'échecs, qui reproduisent les pièces du xiangqi (échecs chinois), les cartes domino, et les cartes à chiffres ou caractères. Tous ces types subsistent encore aujourd'hui.
Les cartes monétaires représentent sans doute le type le plus ancien. Elles sont attestées par un poème de Lu Rong, vers 1470, qui décrit les 38 cartes d’un jeu à quatre séries (ou « couleurs »), comprenant sapèques, ligatures, myriades, dizaines de myriades. Ce jeu, enrichi de 2 cartes supplémentaires, soit 40 cartes, a longtemps formé la base des jeux chinois, tels le madiao, fort prisé des lettrés au XVIIe siècle. Selon Pan Zhiheng (1436-1494), un lettré de la fin des Ming, c’est au début du XVIIe siècle qu’on a mis sur le marché un jeu réduit à 30 cartes par suppression de la couleur shi (dizaines de myriades) ; ce jeu de 30 cartes a vite été doublé, puis quadruplé (au XVIIIe siècle), formé alors de 120 cartes, base du mahjong.

#### Corée
Les cartes coréennes sont dénommées en coréen t’u-con ou tujeon (hangeul : 투전), autre translittération t’ujõn (= chinois doujian, « combat de cartes », que l'on rapprochera de dou yezi, « jouer aux cartes », employé dans le Jin ping mei, IX, 86). 
Elles paraissent dériver des cartes chinoises, car elles reposent sur un système bien connu en Chine avec 9 cartes de 1 à 9 par série.
Bien que l'on soit fort mal renseigné sur ces cartes, très longues (12 à 20 cm) et étroites, il semble que les jeux comprennent 4, 6 ou 8 séries de 9 + 1 cartes. Les cartes de 1 à 9, toutes identiques, portent des chiffres (chinois ?) très stylisés. À ces cartes s'ajoute dans chaque série un « général » (coréen cang ou jang, chinois jiang). Seul ce dernier portait le nom (en chinois) de la série (au complet : saram « homme », mulkoki « poisson », kkamakwi « corbeau », kkwong « faisan », noru « daim », ppyol « étoile », t'okki « lièvre », mal « cheval »). Dans les jeux plus récents, ces indications disparaissent.

### Proche-Orient
Il est possible que les précurseurs directs des cartes européennes aient atteint l'Europe par l'intermédiaire des Mamelouks d'Égypte à la fin du XIVe siècle, sous une forme très proche de celle connue aujourd'hui.
Un ensemble assez bien conservé de 47 cartes Mamelouk a été découvert par Leo Mayer au palais de Topkapi à Istanbul en 1938. Ce jeu n'était pas plus ancien que 1400, mais il a permis d'identifier des fragments de jeux datés du XIIIe siècle. 
Leo Mayer avait cru comprendre que ce jeu avait cinq couleurs (les maillets de polo, les bâtons, les monnaies, les épées et les coupes), quatre honneurs et 10 cartes de points par couleur. Mais l’examen attentif mené par Michael Dummett et Kamal Abu-Deeb a permis de comprendre qu’il n’y avait que quatre couleurs, les bâtons apparaissant sous deux formes un peu différentes. 
Les honneurs portent les noms de malik (roi), nā'ib malik (vice-roi), thānī nā'ib (second) – sauf l'un d'eux ahad al-arkān (assistant). Ces cartes portent des motifs géométriques abstraits, sans représenter des individus, leur dénomination était cependant inscrite sur les cartes en arabe. La présence, répétée sept fois, du mot na‘ib éclaire l’étymologie du catalan naip, du castillan naipe, de l’italien médiéval et du latin d’Italie naibi.

### Europe
Les cartes à jouer sont apparues en Europe au milieu du XIVe siècle (leur présence est attestée en Catalogne en 1371,, en Allemagne et à Florence dès 1377, en Espagne entre 1377 et 1381 et en Provence en 1381) ; elles y sont peut-être arrivées par l'intermédiaire des Arabes ou par les échanges marchands avec les Mongols le long de la Route de la soie, deux hypothèses retenues par Joseph Needham ou par Thomas T. Allsen,,, ; mais ces hypothèses n’ont plus de raison d’être, car la présence de cartes à jouer dans l’Égypte mamelouke entre le XIIIe siècle et le XVe siècle montre bien comment le jeu s’est diffusé. Les échanges commerciaux entre l’Europe (du Sud) et le monde mamelouk, devenus particulièrement intenses au milieu du XIVe siècle, ont clairement favorisé la diffusion du jeu en Occident.
Plusieurs historiens ont suggéré, dès le XVIIIe siècle, que les cartes à jouer aient pu stimuler en Europe le développement de la xylographie. Mais cela est objet de débat. Le plus ancien document attestant l’impression (xylographique) des cartes à jouer date de 1418 et se situe à Palerme, en Sicile.
Le jeu de tarot apparaît dans les années 1430/1440 en Italie du Nord. Très tôt sa structure se fixe : quatre couleurs composées de dix cartes numérales de l'as au dix, quatre figures (valet ou fante, cavalier, reine et roi) ; à ces quatre séries est ajoutée une cinquième série de cartes (les triomphes qui seront plus tard désignés comme atouts) de vingt-deux cartes.

#### En France
L'énorme demande pour ce nouveau jeu de hasard va pouvoir être satisfaite grâce à la gravure sur bois, un procédé innovant qui permet la multiplication mécanique des images. Lyon, ville de l'impression sur étoffes utilise déjà ce mode de fabrication de motifs en gravant des figures sur une plaque de bois qui va servir de tampon. Après encrage, les plaques impriment leurs motifs par pression sur le papier. Puis le contre-collage de quatre feuilles de papier rigidifie le tout pour lui donner une texture cartonnée, d'où le nom de cartes. Elles sont alors peintes à la main, puis découpées avant d'être recouvertes de savon, et enfin passées au lissoir afin de faciliter une bonne manipulation du jeu.
Les cartiers de Lyon présentent leurs cartes avec des caractéristiques propres: les rois portent un sceptre à la fleur de lys, le roi de cœur tient un perroquet, le roi de trèfle un globe surmonté d'une croix, la dame de carreau une fleur de tournesol, le valet de carreau une hallebarde.

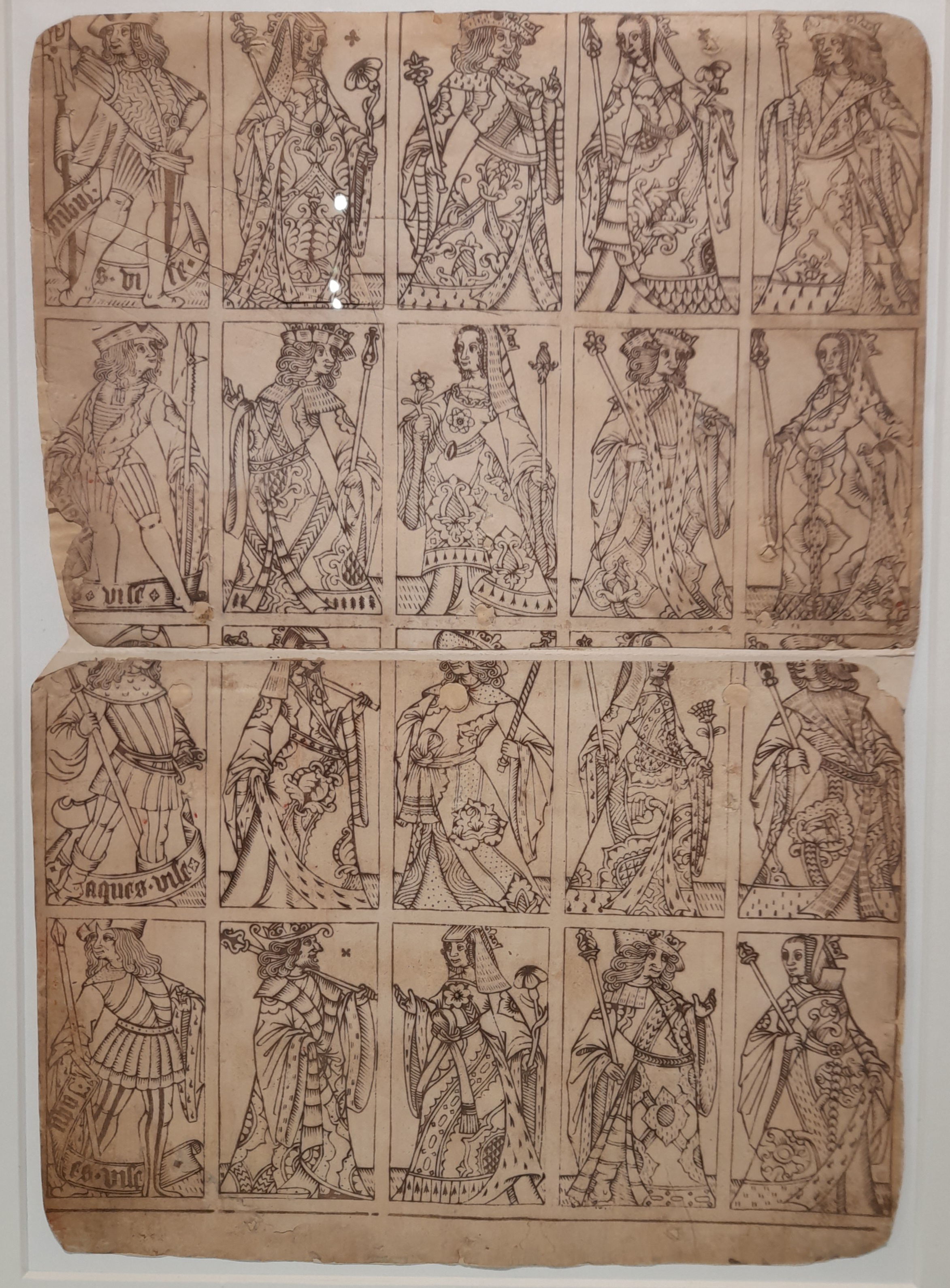
Planche de XVe siècle ou XVIe siècle du cartier lyonnais Jacques Vise, Musée de l'Imprimerie et de la Communication graphique de Lyon

Sous l'Ancien régime, les cartes sont soumises à des droits qui provoquent parfois la colère des cartiers.

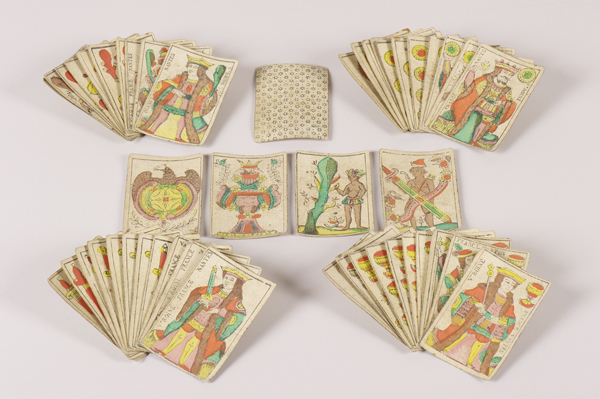
Jeu de cartes d'aluette ou de 'Vache' de l'atelier Veuve Roiné aîné de Nantes composé de 48 cartes

Aux XVIIIe siècle et XIXe siècle, Nantes est un centre de fabrication et d'export de cartes à jouer. Plusieurs familles se partagent le marché. La famille Roiné est la principale dynastie d'imagiers ; on peut également citer la famille Mouillé, qui produit des images du même style et de la dominoterie.
En 1858, Baptiste-Paul Grimaud introduit en France les coins arrondis, pour éviter qu'ils ne s'effritent.
Avant 1800, le verso des cartes — à l'exception des jeux de tarot — est blanc. Les gens les utilisent parfois pour transmettre des messages, mais les Américains innovent de ce côté-là. Au début[Quand ?], ils impriment des publicités pour promouvoir toutes sortes de choses (idées, modes, idéologies, services, paysages célèbres, etc.) mais, peu à peu, des gravures abstraites les remplacent[réf. souhaitée]. Les publicités tendent de nouveau à apparaître[évasif].

#### Les cartes, un véhicule idéologique

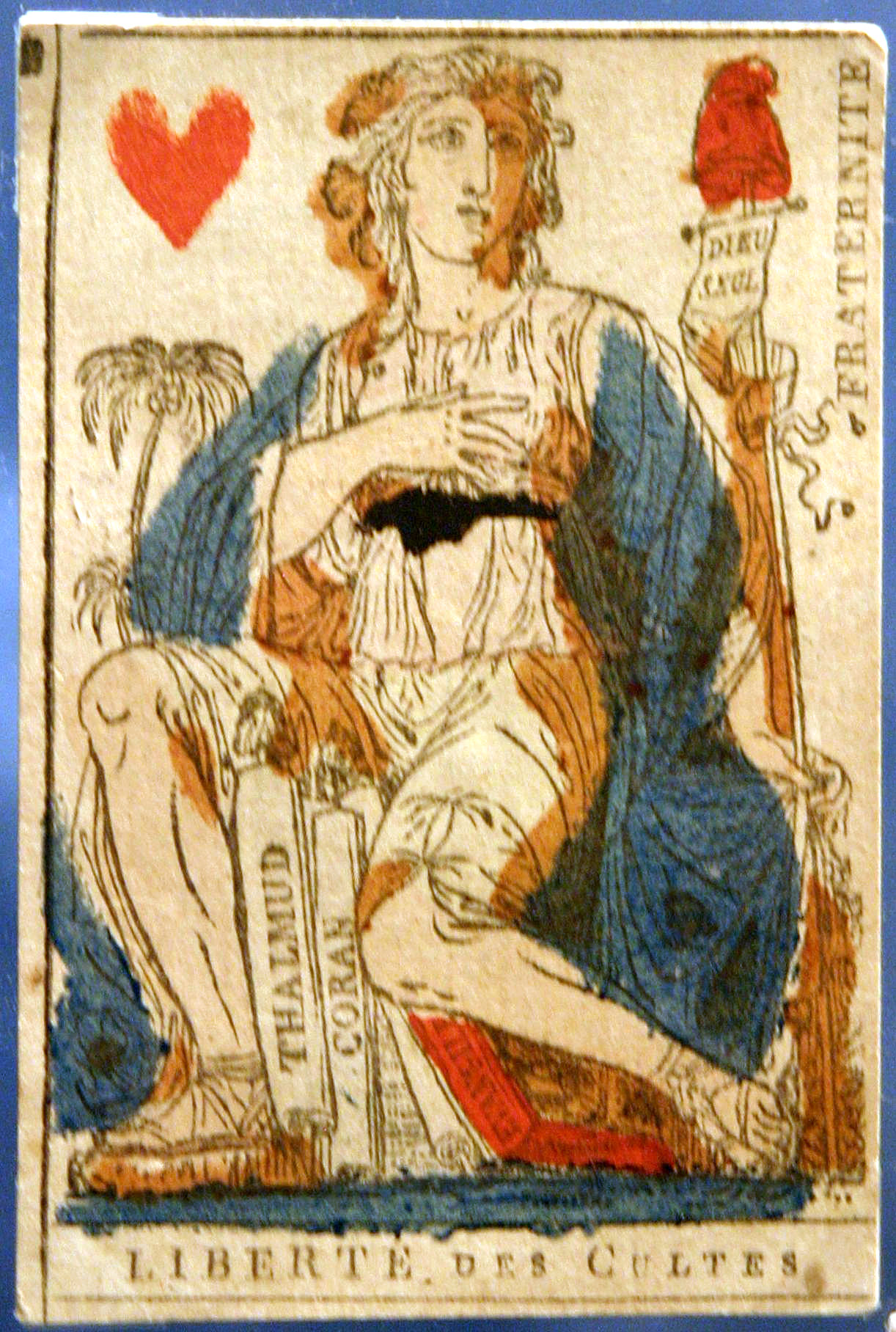
Carte appartenant à un jeu dessiné par Jaume et Dugourc sous la Terreur, dans lequel les dames incarnent des vertus ou des libertés nouvelles. Ainsi, l'ancienne dame de cœur personnifie la fraternité et la liberté de culte.

La hiérarchie traditionnelle des cartes n'est pas toujours respectée. Ainsi, dans certains jeux comme la belote (et son dérivé la coinche), le skat et le jass, le Valet (en allemand Bube, garçon) est la carte maîtresse à l'atout. En France, ceci renvoie à une symbolique révolutionnaire (le valet plus fort que le roi).
C'est en 1704 que, le père jésuite François Ménestrier (1631-1705), enseignant au collège de la Trinité à Lyon, considère que le jeu de cartes représente un état politique composé de quatre corps : les ecclésiastiques, gens de cœur; la noblesse militaire et ses armes, les piques ; les bourgeois aux maisons pavées comme des carreaux et les trèfles revenant tout naturellement aux paysans. Louis XIV en profite, aussitôt, pour lever un impôt sur chaque jeu.
Pendant la Révolution française, la carte devient un véritable tract politique : le 22 octobre 1793, la Convention interdit les signes de royauté et de féodalité. Le bonnet phrygien dissimule la couronne, un soleil cache la fleur de lys. Des jeux furent imprimés remplaçant les rois par des génies, les dames par des libertés, les valets par des égalités,.
Jeu de cartes sous la Révolution française créé par les citoyens Urbain Jaume et Jean-Démosthène Dugourc dont le brevet d'invention fut dépose le 19 janvier 1793, deux jours avant la mort du roi :
♥
Force / Génie de la guerre
Fraternité / Liberté des cultes
Sécurité / Égalité de devoirs
♦
Force / Génie du commerce
Industrie / Liberté des professions
Courage / Égalité de couleur
♣
Prospérité / Génie de la paix
 Pudeur / Liberté du mariage
Justice / Égalité de droits
♠
Goût / Génie des arts
Lumière / Liberté de la presse
Puissance / Égalité de rang
D'autres jeux de l'an II furent créés et diffusés durant la Révolution, tels que le "Jeu des Philosophes" ou le "Jeu des saisons" qui procèdent tous du même principe. Le jeu des philosophes remplace les rois par les sages, les dames par les vertus et les valets par les braves. Le jeu des saisons remplace les rois par les éléments, les dames par les saisons, et les valets par les cultivateurs.
L'idée d'employer les jeux de cartes comme symbole politique a connu un renouveau en 2003 durant la guerre en Irak quand les soldats américains reçurent des jeux représentant les hauts responsables irakiens les plus recherchés, la valeur de la carte (roi en premier) reflétant la place dans le régime[réf. nécessaire].

## Formats contemporains
| Jeu de cartes français | Cœur  | Carreau | Trèfle | Pique    |
| Jeu de cartes allemand | Cœur  | Grelot  | Gland  | Feuille  |
| Jeu de cartes suisse   | Rose  | Grelot  | Gland  | Bouclier |
| Jeu de cartes espagnol | Coupe | Or      | Bâton  | Épée     |
| Jeu de cartes italien  | Coupe | Denier  | Bâton  | Épée     |

Au-delà des ensembles de cartes propres à un jeu de société donné et souvent à une zone géographique restreinte dont on ne parlera pas ici, on trouve un standard mondial qui dérive de la structure commune du Jeu de 52 cartes, en utilisant tout ou parties des valeurs de ces jeux (jeu de 32, 36, etc. cartes) et en variant les enseignes (couleurs) utilisées et dans le cas du Tarot en y ajoutant une nouvelle couleur dit d'atout.
Selon les zones géographiques, ce sont tel ou tel ensemble qui seront privilégiés, même si le standard international dérive du jeu français.